# Вишнёвка (Шербакульский район)
Вишнёвка — деревня в Шербакульском районе Омской области России. Входит в состав Изюмовского сельского поселения.

## География
Находится в лесостепной зоне Ишимской равнины, относящейся к Западно-Сибирской равнине, на административной границе с Марьяновским районом. Рельеф местности равнинный. Гидрографическая сеть не развита: реки и озёр в окрестностях населённого пункта отсутствуют. Со всех сторон деревня окружена полями.

## История
Основана в 1908 году. В 1928 г. деревня Ново-Вишнёвка состояла из 32 хозяйств, основное население — поляки. В составе Боголюбовского сельсовета Борисовского района Омского округа Сибирского края.
В соответствии с Законом Омской области от 30 июля 2004 года № 548-ОЗ «О границах и статусе муниципальных образований Омской области» деревня вошла в состав образованного муниципального образования «Изюмовское сельское поселение».

## Население
| 2010 |
| ---- |
| 76   |

Гендерный состав
По данным Всероссийской переписи населения 2010 года в гендерной структуре населения из 76 человек мужчин — 34, женщин — 42 (44,7 и 55,3 % соответственно)
Национальный состав
В 1928 г. основное население — поляки.
Согласно результатам переписи 2002 года, в национальной структуре населения казахи составляли 64 % от общей численности населения в 131 чел..